# Tom Clancy's Rainbow Six: Vegas
Tom Clancy's Rainbow Six: Vegas is een tactical first-person shooter ontwikkeld door Ubisoft Montreal en uitgegeven in Europa op 1 december 2006 door Ubisoft.

## Gameplay
Het spel verandert een aantal dingen ten opzichte van eerdere spellen in de serie, waaronder een nieuw health systeem. Wanneer de speler niet in gevecht is zal de health vanzelf terugkomen. Er zijn echter gevallen waar de speler geen kans krijgt om te healen en op slag dood is, zoals door een granaat of een heel sterk wapen van dichtbij. Schoten in het hoofd zijn hier ook een goed voorbeeld van. Wanneer de speler geraakt wordt, wordt het zicht minder. Tevens is er een third-person zicht toegevoegd zodat de speler blind om hoeken heen kan schieten. In singleplayermissies zijn meer vijanden toegevoegd en de AI is verbeterd. Het spel maakt haast geen gebruik van cutscenes en vertelt het verhaal door videoboodschappen en de HUD.

### Singleplayer
De speler bestuurt Rainbow Six, lid van de eenheid Rainbow, een modern team van soldaten, die wordt gestuurd naar Las Vegas om een internationale terrorist, Irena Morales, en haar huurlingen tegen te houden.
Tijdens het spel reist de speler naar verscheidene plekken in Las Vegas om daar de acties van de huurlingen van Irena Morales te verijdelen. Onder andere het vernietigen van een communications hub, gekidnapte onderzoekers bevrijden en het ontmantelen van een bom in het Vertigo, een casino dat lijkt op de Stratosphere.